# Melinda nigrella
Melinda nigrella este o specie de muște din genul Melinda, familia Calliphoridae, descrisă de Chen, Li și Chang în anul 1988. Conform Catalogue of Life specia Melinda nigrella nu are subspecii cunoscute.